# Gmina Zavrč
Zavrč – gmina w Słowenii. W 2002 roku liczyła 1338 mieszkańców.

## Miejscowości
Miejscowości wchodzące w skład gminy Zavrč:
- Belski Vrh
- Drenovec
- Gorenjski Vrh
- Goričak
- Hrastovec
- Korenjak
- Pestike
- Turški Vrh
- Zavrč – siedziba gminy